# Faro de Punta del Hidalgo
Der Faro de Punta del Hidalgo ist ein Leuchtturm im Nordosten der Kanareninsel Teneriffa. Er steht in der Gemeinde San Cristóbal de La Laguna. Der Leuchtturm ist unter der internationalen Nummer D-2818 und der nationalen Nummer 12945 registriert und hat eine Reichweite von 16 Seemeilen.

## Geschichte und Architektur
Gemäß dem in der zweiten Hälfte der 1980er Jahre ausgearbeiteten Plan zum Ausbau der Befeuerung der kanarischen Küste wurden die 18 bestehenden Leuchttürme in den 1990er Jahren um neun weitere ergänzt. An der Nordküste Teneriffas entstanden im Auftrag der Hafenbehörde von Santa Cruz drei neue Türme an der Punta del Hidalgo, in Puerto de la Cruz und bei Buenavista del Norte. Der Faro de Punta del Hidalgo wurde 1992 nach Plänen des Architekten Hidalgo Ramiro Rodriguez-Borlado innerhalb weniger Monate errichtet und 1994 in Betrieb genommen.
Das moderne Gebäude steht am Rande einer flachen Küstenebene, die von Bananenplantagen bedeckt ist. Der aus einer Vielzahl unterschiedlich hoher Quader zusammengesetzte Turm ist 50 Meter hoch. Seine Form erinnert an eine Gruppe aus Basaltsäulen, wie sie auf der vulkanischen Insel zum Beispiel im Orotava-Tal vorkommen. Durch seine reinweiße Farbe kontrastiert er mit den dunklen Bergen des Anaga-Gebirges im Hinterland. Im Inneren des für die Öffentlichkeit nicht zugänglichen Gebäudes führen 246 Stufen in die vierzehnte und damit höchste Etage. Auf Wohnräume für einen Leuchtturmwärter konnte verzichtet werden, da der Leuchtturm automatisch betrieben wird. Lediglich einmal pro Woche wird er zu Wartungszwecken von zwei Technikern besucht.
1994/95 wurde der Leuchtturm von internationalen Meteorologenteams für Messungen der Aerosolverteilung in der Erdatmosphäre genutzt.